# Bassem Boulaabi
Bassem Boulaabi, né le 11 janvier 1984 à Tunis, est un footballeur tunisien évoluant au poste de défenseur.

## Clubs
- avant 1999 : Jeunesse sportive d'El Hrairia (Tunisie)
- 1999-janvier 2009 : Stade tunisien (Tunisie)
- janvier 2009-juillet 2011 : Étoile sportive du Sahel (Tunisie)
  - janvier-juin 2010 : Avenir sportif de Kasserine (Tunisie, prêt)
- juillet 2011-juillet 2012 : Avenir sportif de La Marsa (Tunisie)
- juillet 2012-janvier 2015 : Club sportif sfaxien (Tunisie)
- janvier-juillet 2015 : Hangzhou Greentown (Chine)
- juillet 2016-juillet 2018 : Stade tunisien (Tunisie)
- juillet 2018-août 2019 : Club sportif de Hammam Lif (Tunisie)
- depuis août 2019 : Avenir sportif de La Marsa (Tunisie)

## Palmarès
- Coupe de la confédération : 2013
- Championnat de Tunisie : 2013
- Coupe de Tunisie : 2003